# Kohei Saito
Kohei Saito (japonès: 斎藤 幸平)  (Tòquio, 31 de gener de 1987) és un filòsof japonès i professor a la Universitat de Tòquio que treballa l'ecologia i l'economia política des d'una perspectiva marxista. El seu èxit de vendes, Una nova manera de viure. El capital a l'era de l'antropocè, va provocar un ressorgiment de l'interès pel pensament marxista al Japó.

## Trajectòria
Després de graduar-se a la Shiba Junior & Senior High School (芝中学校・芝高等学校), una escola privada de Tòquio, Saito va estudiar primer a la Universitat de Tòquio i després a la Universitat Wesleyana del 2005 al 2009. Posteriorment, va començar els seus estudis de màster a la Universitat Lliure de Berlín i va fer el doctorat a la Universitat Humboldt.
El 2016, Saito va publicar el llibre Nature versus Capital. Marx's Ecology in his Unfinished Critique of Capitalism, que es basa en la seva tesi doctoral, on realitza la reconstrucció de la crítica ecològica del capitalisme de Karl Marx. L'any 2018 va guanyar el Deutscher Memorial Prize for Marxist Research que porta el nom d'Isaac Deutscher, esdevenint la persona més jove i la primera japonesa a rebre el premi, per la seva obra Karl Marx’s Ecosocialism: Capital, nature, and the unfinished critique of political economy.
Més endavant, Saito va ser investigador visitant a la Universitat de Califòrnia a Santa Bàrbara, i del 2017 al març de 2022 va ser professor associat a la Universitat Metropolitana d'Osaka.
El 2019, Saito va treballar en l'edició de les obres completes de Marx i Engels, Marx-Engels-Gesamtausgabe (MEGA) Volum IV/18, que incloïa diversos quaderns científics naturals de Marx.
Va ser nomenat professor associat a la Universitat de Tòquio l'abril de 2022. El seu volum publicat el 2020, Una nova manera de viure. El capital a l'era de l'antropocè, es va convertir en un best-seller inesperat al Japó venent més de 500.000 exemplars en dos anys.

## Traduccions al català
- Una nova manera de viure. El capital a l'era de l'antropocè (Tigre de Paper, 2022) ISBN 978-84-18705-44-1[16]